# Rupatadina
La rupatadina, fumarato de 8-cloro-6,11-dihidro-11-[1-[(5-metil-3-piridinil)metil]-4-piperidinilideno]-5H-benzo[5,6]ciclohepta[1,2-b]piridina, es un antihistamínico de segunda generación, y antagonista del PAF, indicado para el tratamiento de los procesos alérgicos. Descubierto y desarrollado por J. Uriach y Cía., SA, está comercializado con diferentes nombres comerciales: Rupafin®, Alergoliber®, Rinialer®, Pafinur®, Wystamm®, Rupax®; en México se comercializa con el nombre de Repafet® y en Guatemala se comercializa como Minista®

## Presentaciones disponibles
Rupatadina se presenta en forma de comprimido redondo, de color salmón claro, conteniendo 10 mg de Rupatadina (como Fumarato), para ser administrado por vía oral, una vez al día.

## Mecanismo de acción
Rupatadina es un nuevo fármaco no sedante, selectivo, de acción prolongada, que tiene una intensa actividad antagonista frente a los receptores de histamina H1 y los receptores de factor activador plaquetario. (2,3).
Rupatadina posee propiedades antialérgicas tales como: inhibición de la desgranulación de los mastocitos inducida por estímulos inmunológicos y no inmunológicos e inhibición de la liberación de citocinas, en particular de TNF en mastocitos y monocitos humanos (3).

## Historia y formulaciones
El descubrimiento, el desarrollo preclínico y el desarrollo clínico de Rupatadina ha sido realizado por Grupo Uriach, compañía farmacéutica de origen español ubicada en las inmediaciones de Barcelona. Rupatadina fue comercializada en España también por Uriach en el año 2003 con la marca Rupafin®. El producto ha sido también registrado y aprobado en 23 países de EU, 8 países de América Central, en Brasil, Argentina, Chile, Turquía y en 14 países africanos.

## Indicaciones terapéuticas aprobadas
En la forma de fumarato de rupatadina está indicada para el tratamiento de la rinitis alérgica y de la urticaria crónica en adultos y niños mayores de 12 años. La dosis diaria definida (DDD) es de 10 mg administrados oralmente.

## Eficacia en humanos
La eficacia de rupatadina en el tratamiento de la rinitis alérgica (RA) y de la urticaria crónica idiopática (UCI) ha sido investigada en adultos y adolescentes (edad de 12 años) en diferentes estudios controlados, mostrando un rápido inicio de acción y un buen perfil de seguridad, incluyendo un estudio en un periodo de tratamiento prolongado de hasta 1 año (3, 4, 5). Más recientemente se estudia su posible aplicación en el tratamiento de la fibrosis pulmonar.

## Efectos adversos
Rupatadina es un antihistamínico no sedativo. Sin embargo, como con otros antihistamínicos no sedantes de segunda generación, el efecto secundario más común en los estudios clínicos controlados ha sido somnolencia, dolor de cabeza y fatiga.